# Bouletia
Bouletia is een monotypisch geslacht  uit de onderfamilie Epidendroideae. Het geslacht telt één soort. Het geslacht is afgesplitst van Dendrobium.
Bouletia finetiana is een epifytische orchidee van warme, vochtige regenwouden, endemisch is voor Nieuw-Caledonië. De plant heeft meerdere dunne, zigzag verlopen bloeistengels met smalle, leerachtige bladeren en vele kleine welriekende groene, gele of bruine bloempjes met een rode of paarse bloemlip.

## Taxonomie
Bouletia is in 2002 van Dendrobium afgesplitst door Clements en Jones
.
Het geslacht telt één soort: Bouletia finetiana  (Schltr.) M.A.Clements & D.L.Jones (2002)